# Mammillaria schumannii
Mammillaria schumannii (укр. Мамілярія Шумана, мамілярія шумані) — сукулентна рослина з роду мамілярія (Mammillaria) родини кактусових (Cactaceae).

## Історія

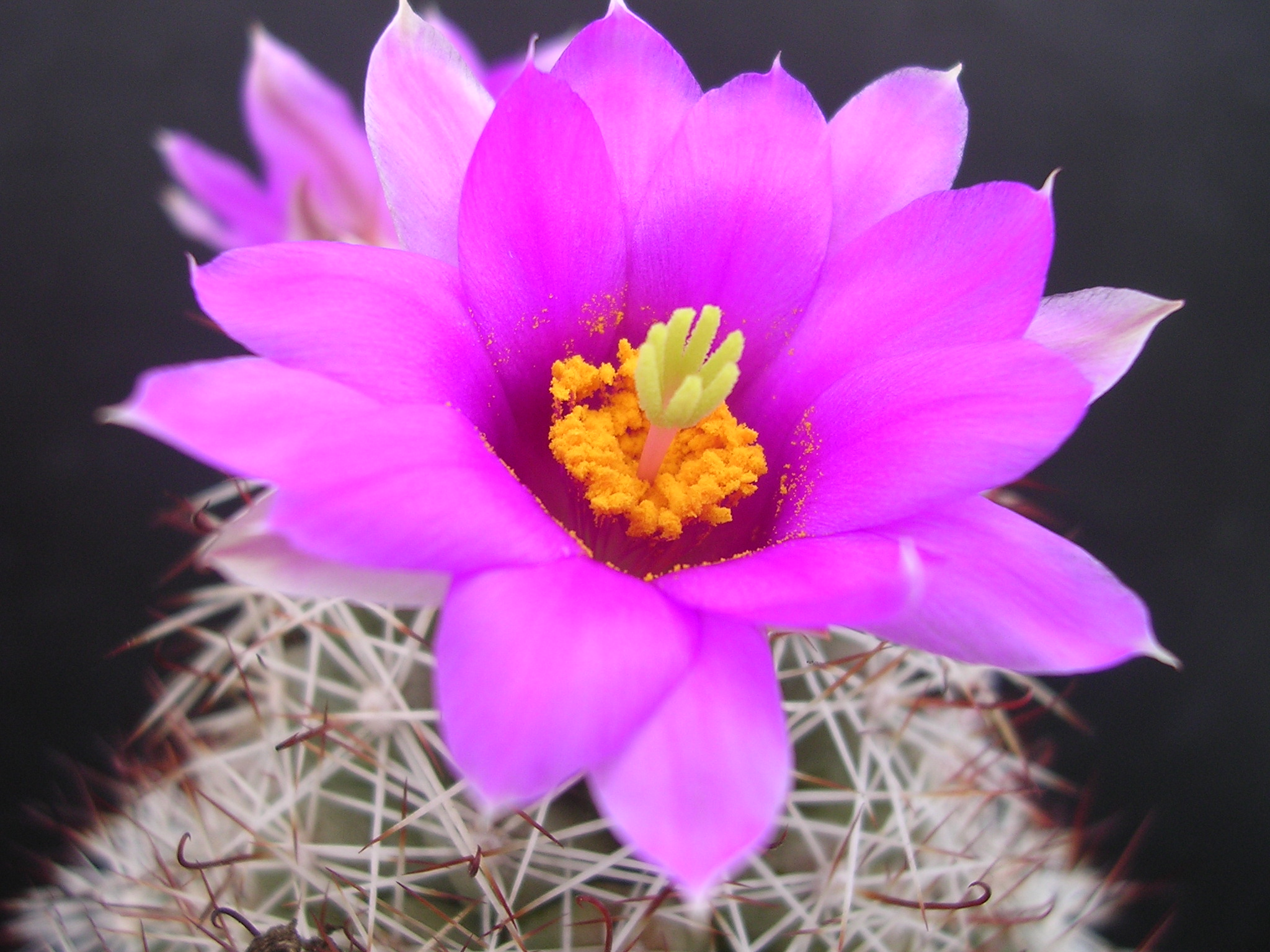
Квітка Mammillaria schumannii

Вид вперше описаний німецьким ботаніком Генріхом Гільдманом (нім. Heinrich Hildmann, ?—1895) у 1891 році у виданні нім. «Monatsschrift für Kakteenkunde».

## Етимологія
Видова назва дана на честь німецького професор ботаніки, куратора ботанічного саду та музею в Берліні Карла Моріца Шумана (нім. Karl Moritz Schumann, 1851—1904).

## Ареал і екологія
Mammillaria schumannii є ендемічною рослиною Мексики. Ареал розташований у штаті Баха-Каліфорнія-Сюр. Рослини зростають на висоті від 10 до 200 метрів над рівнем моря на некрутих урвищах під чагарниковим скребом.

## Морфологічний опис
| Орган              | Опис |
| Рослини            | зазвичай формують групи.                                                                                               |
| Коріння            | |
| Стебло             | кулясте, 2-4 см заввишки і в діаметрі.                                                                                 |
| Епідерміс          | зазвичай сіро-зелений, іноді з фіолетовим відтінком.                                                                   |
| Маміли             | короткі, товсті, в основі чотирикутні, без молочного соку.                                                             |
| Ареоли             | |
| Аксили             | спочатку з невеликим пухом, пізніше голі.                                                                              |
| Центральні колючки | зазвичай одна, іноді 2-4, міцні, чисто-білі до темно-коричневого відтінку, завдовжки 10-15 мм, одна зазвичай з гачком. |
| Радіальні колючки  | Радіальних 9-15, тонкі, голкоподібні, білі з темними кінцями, завдовжки 6-12 мм.                                       |
| Квіти              | рожеві, в діаметрі 30-40 мм, з короткими тичинками.                                                                    |
| Бутони             | |
| Зовнішні пелюстки  | |
| Внутрішні пелюстки | |
| Тичинки            | |
| Маточка            | |
| Плоди              | майже висохлі, червоні, тільки трохи виступають вище основи, завдовжки 15-20 мм.                                       |
| Насіння            | чорне. |

## Чисельність, охоронний статус та заходи по збереженню
Mammillaria schumannii входить до Червоного списку Міжнародного союзу охорони природи видів під загрозою зникнення (EN).
Цей вид має дуже обмежений діапазон зростання з порівняно невеликкою площею розміщення ~ 500 км². У всьому ареалі відбувається руйнування середовища існування внаслідок розвитку туризму (одне місце), а трансформація землі викликає триваюче зниження чисельності рослин. Це рідкісний вид, він був рясним, але в даний час рідко зустрічається.
Mammillaria schumannii не зустрічається в жодній з природоохоронних територій.
Охороняється Конвенцією про міжнародну торгівлю видами дикої фауни і флори, що перебувають під загрозою зникнення (CITES).

## Утримання в культурі
Вид доволі складний для вирощування в культурі. Потребує високого вмісту в ґрунтовій суміші проникних компонентів (до 50 %) і обережний полив. Рослині також необхідно хороше освітлення — тоді воно буде компактним і розкриє повною мірою незвичайне забарвлення стебла, колючок і квіток.

## Систематика та споріднені види
У 1923 році американські ботаніки Натаніель Лорд Бріттон (англ. Nathaniel Lord Britton, 1859—1934) і Джозеф Нельсон Роуз (англ. Joseph Nelson Rose, 1862—1928) перемістили цей вид в інший рід — Bartschella за незвичайну властивість плоду — розсікатися уздовж окружності, по екватору, а не біля основи, що більш характерно для мамілярій, або не розсікатися взагалі, але згодом рослина була повернута до роду Mammillaria . Близькими видами до Mammillaria schumannii є Mammillaria insularis і Mammillaria boolii.
Менший за розмірами різновид був описаний Річардом Вольфом (англ. Richard Wolf) у 1987 як Mammillaria schumannii var. globosa. Відрізняється коротшими колючками і меншими загальними розмірами, а також тим, що починає цвісти, ледь досягнувши розміру 2 см. Походить з околиць Кабо-Сан-Лукас (ісп. Cabo San Lucas), що на західній частині ареалу виду, але фахівець із систематики кактусових Девід Річард Гант (англ. David Richard Hunt), що у 1999 році склав контрольний список кактусів для СІТЕС не вважає, що він заслуговує таксономічного визнання.